# Megacentrus
Megacentrus is een geslacht van kevers uit de familie  
kniptorren (Elateridae).
Het geslacht is voor het eerst wetenschappelijk beschreven in 1852 door Heer.

## Soorten
Het geslacht omvat de volgende soort:
- Megacentrus tristis Heer, 1852